# Sasiil
Sasiil is een bestuurslaag in het regentschap Sumenep van de provincie Oost-Java, Indonesië. Sasiil telt 3205 inwoners (volkstelling 2010).